# Taraxacum calamistratum
Taraxacum calamistratum — вид квіткових рослин з родини айстрових (Asteraceae). Вид зростає в Європі: Швеція, Польща; це багаторічна рослина помірних біомів.